# ホアン・グズマン
ホアン・グズマン（Joan Guzman、男性、1976年5月1日 - ）は、ドミニカ共和国のプロボクサー。サントドミンゴ出身。元WBO世界スーパーバンタム級王者。元WBO世界スーパーフェザー級王者。ドミニカ共和国のプロボクサー史上初の世界2階級制覇王者。顔つきがマイク・タイソンを彷彿とさせることから「The little Tyson（小さなタイソン） 」の異名を持っていた。
ただし近年のファイトスタイルは、タイソンよりも、むしろモハメド・アリのような、ポイント狙いの試合運びの妙と鉄壁のディフェンステクニックで相手を翻弄するファイトを得意としている。これは階級を上げ、自分のパワーが相対的に下がってきたことによる。
特に、上体のボディワークを駆使してパンチをかわす技術が大変優れており、ジョー小泉氏がWOWOWの解説中に、パンチをかわす技術は、フロイド・メイウェザー・ジュニア並と評価していた。

## 来歴

### スーパーバンタム級時代
1976年にサントドミンゴで生まれた。アマチュア時代、1996年アトランタオリンピックにドミニカ共和国代表として出場。
1997年9月23日に21歳でプロデビュー。全勝のまま、2001年8月9日にNABO北米スーパーバンタム級王座を獲得、ドミニカ共和国スーパーバンタム級王座も獲得した。
2001年9月29日にはWBOインターコンチネンタルスーパーバンタム級王座を獲得、WBOラテンアメリカスーパーバンタム級王座も獲得した。
2002年8月17日には空位のWBO世界スーパーバンタム級王座も獲得した。同王座を2度防衛後、階級を上げるために2005年に返上した。

### スーパーフェザー級時代
2005年に王座返上とともに階級をフェザー級に上げた。同年8月26日にはホワイト・プレインズのウエストチェスター・カウンティー・センターで行われたWBO世界フェザー級挑戦者決定戦でターサク・ジャンデーンと対戦し、3-0（117-110、119-108、119-108）の判定勝ちを収め、WBO世界フェザー級王座への挑戦権を獲得した。しかし、フェザー級でもまだ減量苦は変わらず、スーパーフェザー級へ転向。
2006年9月16日、WBO世界スーパーフェザー級王者ホルヘ・ロドリゴ・バリオスが前日計量をパス出来ずに体重超過で王座を剥奪された為、バリオスが勝てば王座は空位グズマンが勝てば新王者となる条件で試合が行われ、グズマンが2-1（114-113、113-114、115-112）の判定勝ちを収め2階級制覇を果たした。
2007年11月17日、アトランティックシティのボルガータ・ホテル・カジノ&スパでWBO同級2位のウンベルト・ソトと対戦し、判定勝ちで2度目の防衛に成功した。2008年5月15日に王座を返上した。

### ライト級時代
2008年9月14日、WBA・IBF・WBO世界ライト級スーパー王者ネート・キャンベルと対戦する予定だったが、前日計量で3.5ポンドの体重超過がありグズマンが計量失格となった為ノンタイトル戦に変更されたのだが、最終的にはグズマンの脱水症状でドクターストップが掛かり中止となった。試合が中止となったことで、この試合で受け取るはずだったファイトマネー30万ドルを受け取ることができなくなったネート・キャンベルは数週間後に破産を宣言した。
2008年12月20日、サントドミンゴのパラシオ・デ・ロス・デポルテス・ビルヒリオ・トラベソ・ソトでWBA世界ライト級8位でWBAフェデラテンライト級王者のアメス・ディアスとWBA世界ライト級挑戦者決定戦を兼ねた一戦を行い、3-0（120-108、119-109、119-108）の判定勝ちを収めWBAフェデラテンライト級王座の獲得に成功、WBA世界ライト級王座への挑戦権獲得にも成功した。
2009年11月28日、ケベック州ケベック・シティーのコリゼ・ペプシでIBF世界ライト級3位のアリ・フネカとIBF世界ライト級王座決定戦を行い、0-1（114-114、112-116、114-114）の判定で引き分けた為王座獲得に失敗、3階級制覇を果たせなかった。
2010年3月27日、ネバダ州ラスベガスのハードロック・ホテル・アンド・カジノでIBF世界ライト級3位のアリ・フネカとIBF世界ライト級王座決定戦を行う予定であったが、前日計量で9ポンドの体重超過の144ポンドを計測しグズマンが計量失格となった為、グズマンに当日計量で150ポンドを超えることを禁止した上でフネカが試合に勝てばフネカが新王者になるという条件で試合は行われ、6回にダウンを奪うなどしてグズマンが2-1（116-111、114-113、113-114） の判定勝ちを収めた為、王座は空位のままとなった。しかし、試合後にNSACによるドーピング検査でフネカからヒドロクロロチアジドと利尿剤が検出され、NSACはフネカに9ヵ月の出場停止と罰金3万5千ドルを科し、体重超過を犯したグズマンが支払った罰金もグズマンに返上された。
2010年12月11日、マンダレイ・ベイ・ホテル&カジノでジェイソン・デービスと141ポンド契約の試合で対戦。しかしグズマンは前日の計量で144ポンドを計測し計量失敗。試合は2ラウンドKO勝ちを収めたが、試合後にNSACによって行われた薬物検査で禁止薬物であるフロセミドに対する陽性反応を示したためグズマンは8ヵ月の出場停止と罰金処分となった。GBPは薬物検査での陽性反応があったことや計量での体重超過があったことを理由にグズマンを解雇した。34歳という年齢からグズマンがそのまま引退するのではと囁かれたが、「私は引退するつもりはない。」と引退説を否定した。

### スーパーライト級時代
2012年3月3日、ヘスス・パボンと対戦し、8回1分23秒KO勝ちを収め、FECARBOXスーパーライト級王座を獲得した。
2012年7月21日、ホルヘ・ピメンテルとNABA北米スーパーライト級暫定王座決定戦を行い、初回2分4秒KO勝ちを収め、王座を獲得した。
2012年11月30日、空位のWBA世界スーパーライト級王座とカビブ・アーラフベルディエフ(ロシア)の持つIBO世界スーパーライト級王座を懸けBB&Tセンターで対戦。3回にダウンを奪われ、その後バッティングで鼻血が流れ出て顔面が血で覆われる場面もあり、迎えた8回スリップダウンを喫したグスマンは左脚を痛め、診断したリングドクターは試合続行不可能と判断。プロ初黒星となる1-2（75-76、76-75、75-76）の8回負傷判定負けを喫し、WBA王座とIBO王座の獲得に失敗した。
2013年6月28日、元WBA世界スーパーフェザー級王者でWBA世界スーパーライト級5位のビセンテ・モスケラ（パナマ）とWBA世界スーパーライト級暫定王座決定戦を行う予定だったが、前日計量でグズマンが8.2ポンド超過の148.2ポンドを計測し体重超過、自身通算4度目の計量失格となり試合は中止となった。
2013年7月4日、同年6月27日の計量失格の際、148.2ポンドというスーパーウェルター級のウェイトだった為、WBAはグズマンをWBA世界スーパーライト級15位未満に降格させた。
2014年10月31日、テネシー州ナッシュビルのサン・ホセ・フィエスタでケビン・カーターとノンタイトル6回戦を行い、5回TKO勝ちを収めた。この試合がグズマンの最後の試合となった。
2015年8月23日、現役引退を表明した。

## 獲得タイトル
- ドミニカ共和国フェザー級王座
- ドミニカ共和国スーパーバンタム級王座
- NABO北米スーパーバンタム級王座
- WBOインターコンチネンタルスーパーバンタム級王座
- WBOラテンアメリカスーパーバンタム級王座
- WBO世界スーパーバンタム級王座
- WBO世界スーパーフェザー級王座
- WBAフェデラテンライト級王座
- FECARBOXスーパーライト級王座
- NABA北米スーパーライト級暫定王座